# Loughgall
 (mai 2024).
Si vous disposez d'ouvrages ou d'articles de référence ou si vous connaissez des sites web de qualité traitant du thème abordé ici, merci de compléter l'article en donnant les références utiles à sa vérifiabilité et en les liant à la section « Notes et références ».
Loughgall est un village dans le comté d'Armagh en Irlande du Nord. Sa population est de 282 habitants en 2011.

## Histoire
En 1795, l'ordre d'Orange y est créé après la bataille qui oppose catholiques et protestants au lieu-dit du Diamond.  
Le 8 mai 1987, huit membres de l'IRA sont tués ainsi qu'un civil par la Special Air Service (SAS) dans une embuscade alors qu'ils attaquaient la station de la Police royale de l'Ulster.

## Sport
Le club de football Loughgall FC évolue en Championnat d'Irlande du Nord de football (plus haut échelon du football nord-irlandais) depuis la saison 2023-2024. Le village devient alors le plus petit à accueillir un club de première division en Europe.